# Château de Sorques
Pour les articles homonymes, voir Château de Sorgues.
Le château de Sorques ou de Sorgues est un château situé à Montigny-sur-Loing, en France.

## Situation et accès
Le domaine est situé au no 68 de la rue Aimé-Lepercq, sur les bords du Loing, à l'extrémité ouest du hameau de Sorques (anciennement, aussi orthographié Sorgues) — qui donne son nom à l'édifice —, à l'est de la commune de Montigny-sur-Loing, elle-même au sud-ouest du département de Seine-et-Marne.

## Histoire

### Contexte
Le hameau de Sorques était dépendant de l'abbaye de Ferrières et était régi par la coutume de Lorris.

### Premier château
À cet endroit, existait un château. En 1786, une chapelle de la sainte Vierge y est annexée,. À cette époque, la propriétaire est Marie-Françoise-Élisabeth Bourdin, veuve du Louis Cœuret d'Ozigny, correcteur des Comptes. Ce premier édifice est détruit.

### Château actuel
Sur l'emplacement de l'ancien château, on élève un édifice plus moderne.
Au XIXe siècle, le domaine est racheté par le comte Raymond Lavaurs, également maire de la commune, de 1870 à 1874. Sa famille, dont son épouse Jeanne Bizot, y réside jusqu'à la construction de la villa Saint-Joseph, dite ultérieurement villa Lavaurs, à Fontainebleau, tout nouvellement construite à une dizaine de kilomètres de là, dans laquelle ils emménagent dans les années 1890. Au début du XXe siècle, le domaine appartient à M. Pascal.

## Structure
L'édifice s'élève sur quatre niveaux avec neuf colonnes de fenêtres. Son plan présente une symétrie.